# Salticus aubryi
Salticus aubryi är en spindelart som beskrevs av Lucas 1858. Salticus aubryi ingår i släktet Salticus och familjen hoppspindlar. Inga underarter finns listade i Catalogue of Life.